# Moschus fuscus
Il mosco nero (Moschus fuscus Li, 1981), noto anche come mosco scuro, è una specie di mosco originaria di Bhutan, Cina, India, Myanmar e Nepal.

## Descrizione
È una specie piccola, con un peso di 10–15 kg e una lunghezza di 70–100 cm. Gli arti posteriori sono considerevolmente più grandi e robusti di quelli anteriori, consentendo all'animale di saltare facilmente. Maschi e femmine hanno dimensioni simili e non possiedono corna. Entrambi i sessi sono ricoperti da un mantello spesso e grossolano che li protegge dal freddo delle altitudini dove vivono. Ogni anno questi animali effettuano la muta. I maschi hanno canini superiori privi di radice, allungati e ricurvi, che in età adulta si estendono oltre il bordo della mandibola. Nelle femmine, invece, questi canini non oltrepassano il limite della bocca. Occhi e orecchie sono grandi e ben sviluppati. Nei maschi adulti è presente una ghiandola del muschio situata tra l'ombelico e i genitali, assente nelle femmine e nei giovani. Le femmine hanno un unico paio di mammelle.

## Distribuzione e habitat
Vive in Cina, nelle regioni nord-orientali dello Yunnan e in quelle sud-orientali del Tibet, nel nord del Myanmar, nel nord-est dell'India, in Bhutan e nel Nepal orientale, a 2600–4200 m di quota. Vive nei boschi, ma talvolta si spinge oltre il limite degli alberi.

## Biologia
Il mosco nero è generalmente solitario: è molto raro vedere due esemplari insieme, a eccezione delle femmine con i piccoli. È più attivo all'alba, al tramonto e di notte.
È un ruminante erbivoro che si nutre di erba e ramoscelli.
La gestazione dura 185-195 giorni. Il parto, singolo o gemellare, avviene in giugno o luglio. I piccoli, che alla nascita pesano circa 500 g, hanno il mantello ricoperto di macchie e sono svezzati all'età di 3 o 4 mesi; proprio per questo motivo si ritiene che la femmina si riproduca ogni anno. La maturità sessuale viene raggiunta a circa 18 mesi d'età.

## Conservazione
Sulla Lista Rossa della IUCN viene classificato tra le specie in pericolo. È stato stimato che il numero degli esemplari sia diminuito del 50% nelle ultime tre generazioni a causa della distruzione dell'habitat, della diminuzione dell'areale e, soprattutto, della caccia, effettuata allo scopo di impossessarsi del costoso muschio.